# Hiplife
A música hiplife é uma inovadora fusão ganense de highlife e o hip hop. Este estilo é muito popular na Nigéria e Gana, principalmente na capital, Accra, embora tenha conseguido particular popularidade em toda África Ocidental, Reino Unido, Espanha, Estados Unidos, Países Baixos, Canadá e Alemanha.